# Carnesecchi

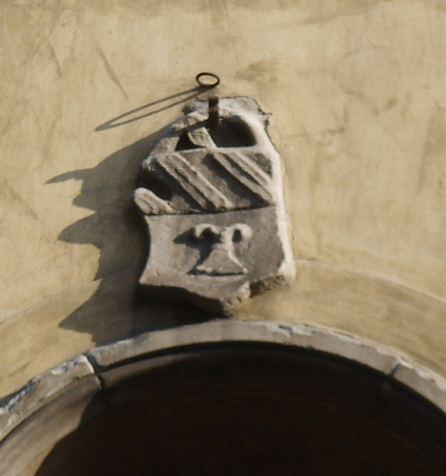
Stemma Carnesecchi (via de' Cerretani, Firenze)

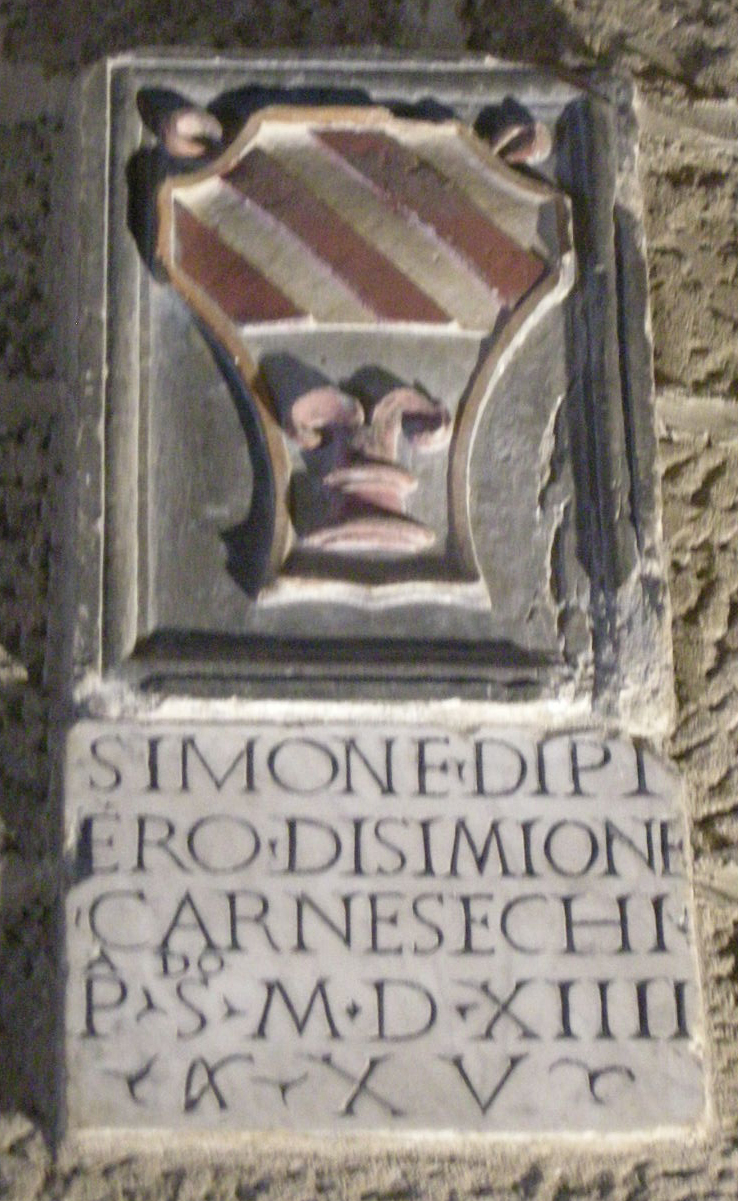
Stemma Carnesecchi 1514-15 (palazzo dei Priori, Volterra)

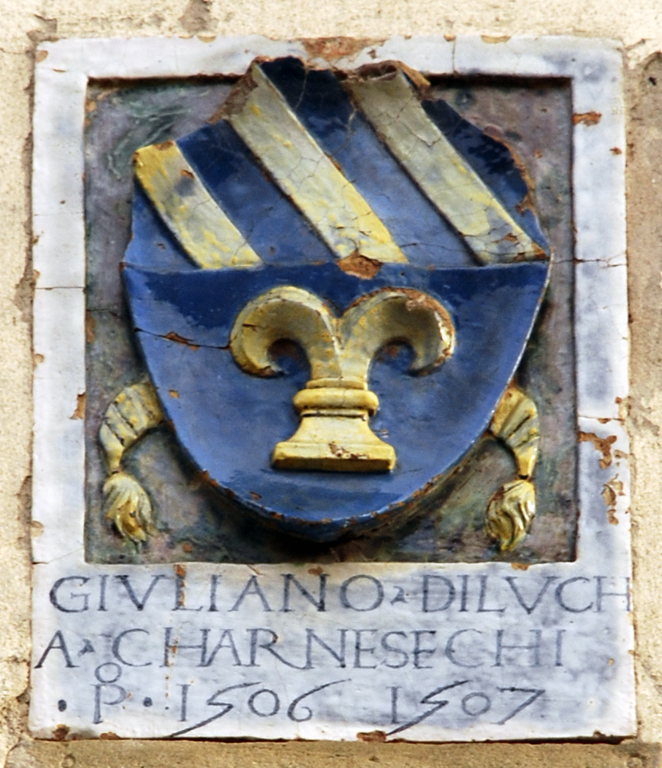
Stemma Carnesecchi 1506-07 (palazzo del Podestà, Galluzzo)

I Carnesecchi sono un'antica famiglia di Firenze.
« Carnesecchi: Sono molto antichi, e si dissero già dei Duranti. Hanno avuto 49 Priori, 11 Gonfalonieri, ed 8 senatori; oltre ad un Cavaliere di Malta, ed alcuni Cavalieri di San Stefano. Per loro chiamasi il Canto dè Carnesecchi dal Centauro.....»

## Storia familiare

### Il Trecento: da Duranti a Carnesecchi
I Carnesecchi compaiono nella storia fiorentina per la prima volta con un taverniere, Durante di Ricovero, Priore nel 1297; quest'uomo ed i suoi figli gestivano probabilmente una serie di taverne nel popolo di Santa Maria Maggiore a Firenze.
Successivamente Durante fondò una compagnia commerciale, attiva nei primi decenni del Trecento.
Durante ebbe vari figli: Matteo, Grazzino, Piero, ecc.
Piero fu un beccaio (macellaio) che fondò probabilmente le fortune politiche della famiglia nonostante sia stato Priore una sola volta nel 1319. Ebbe infatti una vita politica intensa che lo vide assai presente nei consigli. Era chiamato Piero il Carnesecca ed è da lui che i Duranti successivamente presero il nome di Carnesecchi.
Braccino e Filippo, figli di Piero, furono 5 volte Priori e Braccino fu uno di quei Priori che tentò invano di opporsi alle mire del Duca di Atene. Berto di Grazzino di Durante, immatricolato come speziale, fu il primo della famiglia a salire al Gonfalonierato nel 1358.
Dal 1363 scomparvero dalla vita politica del comune per circa quindici anni (ad oggi non se ne conosce la causa); nel frattempo avevano già avuto un gonfaloniere e 8 priori. Nel 1381 un Duranti è nuovamente Priore: Niccolò di Matteo di Durante
Intorno a questi anni (gli anni '80 del Trecento) mutarono definitivamente il cognome da Duranti in Carnesecchi, forse per riallacciarsi al ricordo politico di Piero Carnesecca

### Il Quattrocento
All'inizio del Quattrocento, per questa famiglia assume rilevanza (per l'analisi sociale e politica) la scarsa consistenza di membri maschi adulti, poco meno di una decina, divisi tra i discendenti di Grazzino e di Matteo, mentre la discendenza di Piero sembrava essersi estinta. Da quel periodo si distinsero politicamente, in particolar modo, i discendenti di Grazzino di Durante.
Paolo di Berto di Grazzino ricco mercante, più volte console dell'Arte dei Medici e Speziali, ebbe una vita commerciale e politica assai importante (2 volte Gonfaloniere e 3 volte Priore). Il suo nome è anche collegato ad uno dei primi esempi ricordati di girata su una cambiale (1385) ed è anche legato al rapporto artistico tra Masaccio e Masolino. Infatti il primo ricordo della collaborazione pittorica tra i due artisti si ebbe proprio nella cappella di Paolo Carnesecchi in Santa Maria Maggiore a Firenze (in cui lavorò anche Paolo Uccello) intorno al 1423.
Assai importante fu anche il ricco ed influente mercante Bernardo di Cristofano di Berto. Viveva abitualmente a Montpellier e le sue galee facevano la tratta tra Pisa, la Francia, la Spagna, il Portogallo. Nel 1428 compare in un trattato commerciale tra la Repubblica fiorentina e il Regno del Portogallo insieme a Luca degli Albizzi e Piero Vespucci. Il suo nome è legato anche alla commissione di quello che viene chiamato Tabernacolo Carnesecchi dipinto da Domenico Veneziano per il Canto dei Carnesecchi intorno al 1440 ora alla National Gallery di Londra.
Agli inizi del Quattrocento troviamo dei Carnesecchi a Lione come banchieri e ci sono tracce di loro fino in Lituania, ma i documenti sono scarsi e dispersi.
Nei primi decenni del XV secolo emersero anche il figlio di Paolo, Simone, e il figlio di Zanobi, Berto.
Della generazione successiva fece parte Francesco di Berto, uno degli uomini più ricchi di Firenze dell'epoca, e ne fece parte anche Andrea di Bernardo, che partecipò ad alcune armeggerie famose; non esistono però molte notizie sui loro traffici.
Si distinse poi storicamente la figura di Pierantonio di Francesco Carnesecchi amico di Piero de' Medici, uno dei pochi a armarsi per difenderlo. Protagonista in seguito come commissario della Repubblica in Maremma.
In quello stesso periodo Amerigo di Simone commerciava con l'Inghilterra e le sue galere solcavano quei mari.
Al tempo del Savonarola emerse la figura poco studiata del seguace Giovanni di Leonardo Carnesecchi, uno degli organizzatori della resistenza armata del convento di San Marco. Altri seguaci il Savonarola trovò in Giovanni di Simone, Zanobi di Francesco, Bernardo di Francesco, Giovanni di Niccolò. Carlo Carnesecchi fu in quei giorni uno dei più influenti cittadini e mercanti fiorentini.

### Il Cinquecento

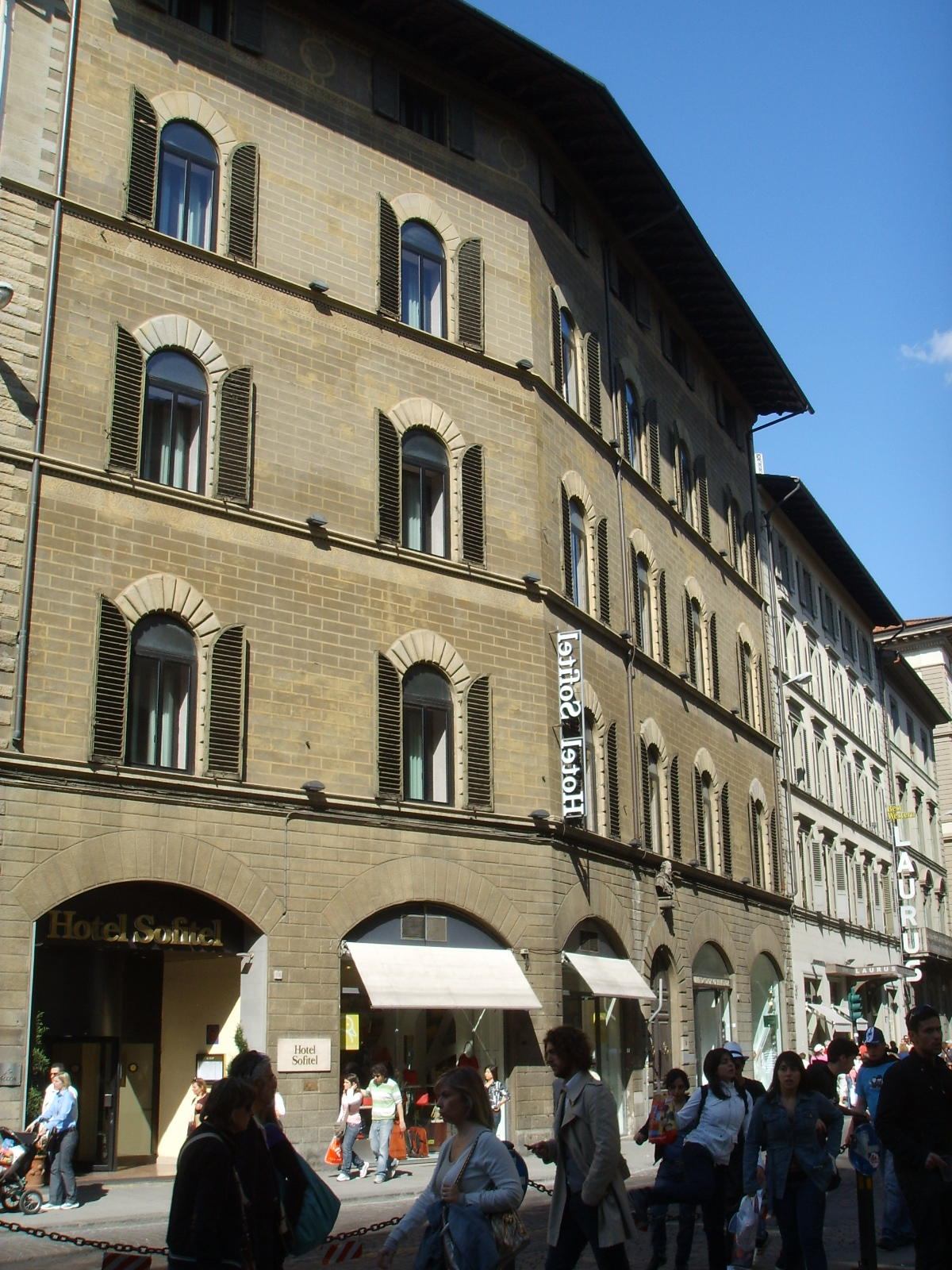
Palazzo Carnesecchi in via de' Cerretani a Firenze

Ai tempi dell'assedio di Firenze ambigua ma assai importante fu la figura di Andrea di Paolo Carnesecchi molto legato al partito mediceo, e padre dell'eretico Pietro Carnesecchi.
Il mercante Zanobi di Francesco Carnesecchi, nonostante la sua fede medicea, fu uno dei sette dittatori.
Lorenzo di Zanobi Carnesecchi, "il secondo Ferruccio" compì miracoli di eroismo e di astuzia nella Romagna fiorentina e pose una taglia "cosa non udita mai" sulla testa del pontefice Clemente VII.
Caduta la Repubblica, importante fu la figura di Manzo Carnesecchi il fiero popolano schierato contro il duca Alessandro de' Medici: Giuseppe Revere ne fece uno dei protagonisti del suo dramma storico Lorenzino de' Medici.
Dietro la figura di "Baccio" Carnesecchi, autore di una Storia di Firenze, si nasconde la figura del banchiere e senatore Bartolomeo di Zanobi Carnesecchi. A quell'epoca la banca Carnesecchi-Strozzi fu una delle grandi banche fiorentine una delle maggiori in Europa, prima guidata da Bartolomeo e poi dal figlio Zanobi. Questa fu la più importante delle banche legate ai Carnesecchi ma non fu la sola: vi furono infatti diverse altre banche legate ad altri rami familiari. La banca di Bartolomeo e Zanobi fallì nel 1596 chiudendo un ciclo che forse aveva le sue radici nei primi decenni del Quattrocento.
È curioso come il nome dei Carnesecchi si leghi ai giardini delle Tuileries a Parigi, che furono per incarico di Caterina de' Medici inizialmente progettati di un non meglio identificato Bernardo Carnesecchi (Bernardo era un nome assai ricorrente nella famiglia).
Pietro di Andrea Carnesecchi fu l'umanista condannato a morte come eretico da Pio V. Tradito da Cosimo I sotto la cui protezione si era rifugiato, venne consegnato all'Inquisizione. Il sangue di Pietro Carnesecchi fu anche il prezzo che Cosimo I de' Medici pagò per la corona granducale di Toscana.
Giovambattista di Gherardo Carnesecchi di sentimenti antimedicei combatté contro Cosimo per la libertà di Siena e poi se ne andò a morire in Francia combattendo contro gli Ugonotti.
Una linea importante di Carnesecchi è quella derivata da Ridolfo Carnesecchi: i suoi discendenti furono importanti funzionari medicei in Versilia e di fatto diedero vita ad imprese minerarie importanti, inventando procedimenti nuovi per l'estrazione e lo sfruttamento di ferro ed argento.

### Il Sei e Settecento
Agli inizi del Seicento troviamo ancora i Carnesecchi coinvolti in imprese commerciali anche in Sicilia e nel napoletano. La baronia di Grottarossa in Sicilia è relativa a questo periodo.
Uno dei Carnesecchi, cavaliere di Santo Stefano e comandante di galera, si distinse particolarmente nelle lotte della Marina stefaniana. Fra i Carnesecchi vi furono anche quattro canonici della cattedrale di Santa Maria del Fiore di Firenze. Nel 1691 morì l'ultimo senatore Carnesecchi. Nel 1705 un ramo dei Carnesecchi era ancora in possesso di un castello, il castello di Santa Maria Novella a Fiano, ma in generale le linee aristocratiche a inizio Settecento erano in via di estinzione.
All'istituzione dei libri della nobiltà, intorno alla metà del Settecento, i Carnesecchi fiorentini furono ammessi al patriziato di quella città con Ridolfo di Francesco. I Carnesecchi di Prato furono ammessi alla nobiltà fiorentina e successivamente a quella di Prato col capitano Sebastiano di Lorenzo Carnesecchi.

### L'Ottocento
Altri Carnesecchi fecero parlare di sé. Di questi al momento non è possibile stabilire se esista un legame coi Carnesecchi fiorentini. Molti Carnesecchi, vissuti nell'ombra e in povertà, furono protagonisti nel Settecento e nell'Ottocento di forti migrazioni dal pistoiese, dal fiorentino e dal senese verso la Liguria, verso Livorno e verso la Maremma in cerca di lavoro.
Il XIX secolo si aprì con alcuni personaggi: il giacobino David Carnesecchi di Firenze e Agostino Carnesecchi di Ceprano, un uomo che dedicò la gioventù a combattere da volontario per la libertà dell'Italia. È da ricordarsi nel corso dell'Ottocento la tipografia fiorentina di Giovanni Carnesecchi. Il secolo si chiuse con le imprese del Tenente Colonnello Giovanni Carnesecchi di Ceprano nella lotta contro il banditismo e con gli studi dello storico Carlo Carnesecchi archivista dell'ASFirenze e membro della "Colombaria".

### Il Novecento
Il Novecento invece si aprì con una vita spesa in un tentativo rivoluzionario alla Spezia: quella di Dante Carnesecchi, un anarchico individualista. Venne ucciso ad Arcola nel 1921 dopo aver tentato l'assalto ad una polveriera nel giugno 1920.
Oggi i Carnesecchi sparsi per l'Italia sono originari della Toscana, del Lazio, della Campania e della Puglia.

## Personaggi illustri

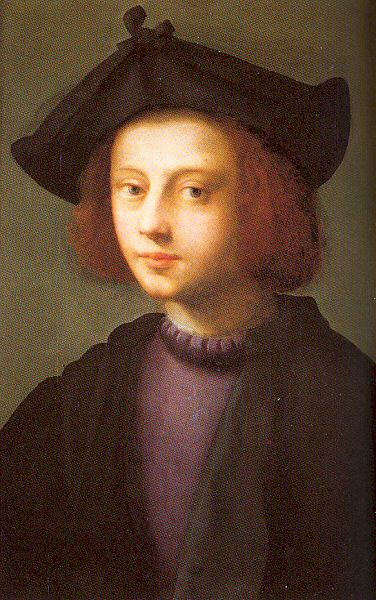
Domenico Puligo, Ritratto di Pietro Carnesecchi, Uffizi

Nel Dizionario biografico degli italiani figurano due Carnesecchi: il pronotaro Pietro di Andrea e suo padre Andrea di Paolo.
Non ha giovato, comunque, alla fama della famiglia che i due personaggi più celebri siano in un certo modo due ribelli: Pietro Carnesecchi ribelle contro la Chiesa e Lorenzo Carnesecchi ribelle al potere trionfante dei Medici. Ed infatti sia l'uno che l'altro furono per gran tempo dimenticati: Pietro fino alla fine del XIX secolo e Lorenzo mai uscito dall'oblio, anche ai giorni nostri.
Personaggi come Pietro (sicuramente un uomo che sacrifica la vita alle proprie convinzioni) come Lorenzo (dice il Varchi: un eroe tal quale Francesco Ferrucci) come Pagholo di Berto come Bernardo di Cristofano sono personaggi che entrano di diritto nella storia non solo fiorentina; mecenati che hanno permesso ad artisti come Paolo Uccello, Domenico Veneziano, Masaccio, Masolino, ecc., la realizzazione di opere importanti; mercanti che avevano per casa il mondo in quella globalizzazione ante litteram, mercanti che non dimenticavano la loro patria, mercanti che all'occorrenza sapevano impugnare la spada.

## Gonfalonieri della Repubblica fiorentina
- 1358: Berto di Grazzino di Durante (Durantis)
- 1404: Paolo di Berto di Grazzino
- 1415: Paolo di Berto di Grazzino
- 1436: Simone di Paolo di Berto
- 1450: Simone di Paolo di Berto
- 1451: Bernardo di Cristofano di Berto
- 1475: Francesco di Berto di Zanobi
- 1479: Cristofano di Bernardo di Cristofano
- 1497: Paolo di Simone di Paolo
- 1500: Piero di Simone di Paolo
- 1526: Antonio di Manetto di Zanobi

furono visti ma non seduti alla carica di Gonfaloniere
- Zanobi di Berto di Grazzino
- Pierantonio di Francesco di Berto
- Andrea di Bernardo di Cristofano
- Mariotto di Antonio di Paolo
- Antonio di Manetto di Zanobi

## Sette "dittatori"
- 1529 Zanobi di Francesco di Berto

## Senatori del Granducato di Toscana
- Andrea di Paolo di Simone (1468-1542) eletto nel 1532[26]
- Bernardo di Andrea di Bernardo (1481-1557) eletto nel 1546[26]
- Bartolomeo di Zanobi di Francesco (1501-1569) eletto nel 1559
- Pierfrancesco di Andrea di Bernardo (1492-1576) eletto nel 1571
- Cristofano del sen.Pierfrancesco di Andrea (1531-1599) eletto nel 1586
- cav.Raffaello di Leonardo di Raffaello (1547-1621) eletto nel 1615
- Antonio di Paolo di Antonio (1570-1648) eletto nel 1622
- Francesco di Giovambattista di Zanobi (1617-1691) eletto nel 1663

## Il cognome negli atti coevi
Identificati già dai primi del Trecento col patronimico di Duranti o Durantis, pur continuando negli atti notarili a definirsi Durantis, dopo una fase in cui talvolta vengono identificati a gruppi separati con i patronimici di Mattei e di Grazzini, nel periodo tra il 1380 ed il 1390 iniziano ad essere identificati col definitivo Carnesecchi (che riamalgama agli occhi della gente i Mattei ed i Grazini in un'unica famiglia)
La cognomizzazione Carnesecchi subisce talvolta negli atti o nelle lettere o nelle storie molte trasformazioni o deformazioni:
A Firenze: Carnesechi, de Carnesecchis, de Carnesechis,o i più antichi Charnesecchi, Charnesechi,
Nel Lazio nel 1500 si trova anche Carnesecca, Carneseca, Charnesecca, Charneseca, il Carnesecco, il Carneseco,
In Sicilia nel 1500 si trova anche: Carnisicca, Carnesecca, Carnisecchi
In Lombardia nel 1500 si trova: Carnasecchi, Carnasechi
In Francia nel 1500 si trova anche: Carnesequi, Carnasequi, Carnessequi, Carnasegni
In Portogallo nel 1500 si trova anche: Carneseca

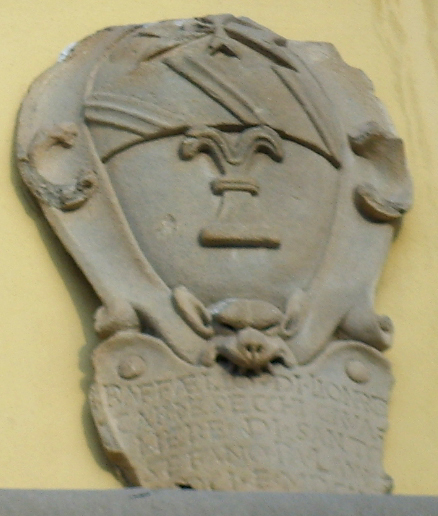
Stemma Carnesecchi sul palazzo Pretorio di Fiesole

Raramente si trova anche Carneschi.

## Stemma dei Carnesecchi fiorentini
In molte località toscane, sedi vicariali o podestarili, s'incontra lo stemma dei Carnesecchi, testimonianza della loro influenza politica nello Stato fiorentino.
Troncato nel primo bandato d'oro e d'azzurro e nel secondo d'azzurro ad un rocco di scacchiere d'oro.
Taluni sostengono non trattarsi di un rocco ma di un riposo di lancia.
In Santa Maria Novella a Firenze si può ancora vedere la lastra tombale di Piero di Durante. Questa lastra mostra lo stemma dei Duranti con la scritta: S. Pero di Durantte Richoveri et filiorum.
Lo Stemma dei Duranti si differenzia dallo stemma successivo dei Carnesecchi solo per aver quattro bande d'oro anziché tre nella prima parte del troncato.
Lo stemma di Santa Maria Novella è assai importante per la definizione della genealogia dei Carnesecchi, infatti è la sola prova della discendenza da Ricovero. E contraddice Scipione Ammirato il Giovane che attribuiva ai Carnesecchi la discendenza da Durante di Buonfantino di Cancellerio

## I Carnesecchi di Prato
In altri luoghi si svilupparono famiglie di cognome Carnesecchi, a Prato (addirittura due) e una a Badi, al confine tra il territorio pistoiese e quello bolognese.
Una delle famiglie di Prato ebbe origine da un pizzicagnolo Pasquino di Giovanni di Pasquino consigliere del comune nel 1397. Probabilmente questa famiglia si estinse agli inizi del XVII secolo con Pasquino di Domenico
Nel 1563 a Prato un documento cita un Ulivieri Carnesecchi, guardia dell'Arte della Lana (sui cui legami genealogici coi Carnesecchi fiorentini non è possibile, al momento, affermare niente).
La discendenza di Ulivieri (che non apparteneva alla famiglia di Pasquino) ebbe notevole fortuna ed infine fu iscritta alla nobiltà fiorentina e successivamente alla nobiltà di Prato
Al momento dell'iscrizione alla nobiltà fiorentina i Carnesecchi presentarono uno stemma da cui furono detti Carnesecchi del giglio di Prato.
Intorno agli anni 1760 erano vivi di questa famiglia Giuseppe e Anna figli del capitano Sebastiano di Lorenzo. Sui legami tra Ulivieri ed i Carnesecchi fiorentini non è possibile formulare alcuna ipotesi.

## Stemma dei Carnesecchi del giglio di Prato
Troncato: nel primo d'azzurro, al destrocherio di carnagione vestito di rosso, tenente un giglio dello stesso; nel secondo pure d'azzurro, a tre sbarre d'oro; e al filetto in fascia d'oro passato sulla troncatura.

## I Carnesecchi di Badi
A Badi (secondo gli studi del professore Alfeo Giacomelli) esisteva all'estimo del 1520 una vasta famiglia contadina di cognome Carnesecchi. Di essa si ha notizia dal 1450. Nel 1511 don Franco Carnesecchi, figlio di Bartolomeo di Franco, appartenente a questa famiglia fu eletto come parroco di Granaglione. Ad oggi non è stato ancora possibile definire l'origine del cognome che potrebbe anche esser derivato loro per un legame per via femminile coi Carnesecchi fiorentini.
È probabile che questa famiglia abbia nell'Ottocento modificato il cognome in Carnesecca.